# Sainte-Croix (Ain)
Sainte-Croix egy település Franciaországban, Ain megyében. Lakosainak száma 548 fő (2022. január 1.). Sainte-Croix Le Montellier, Montluel és Pizay községekkel határos.

## Népesség
A település népessége az elmúlt években az alábbi módon változott:
| Lakosok száma | 176  | 263  | 365  | 517  | 536  | 559  | 570  | 554  | 546  | 548  |
|               | 1968 | 1982 | 1990 | 2006 | 2013 | 2015 | 2017 | 2019 | 2020 | 2022 |